# I fratelli Cuccoli
I fratelli Cuccoli è un romanzo dello scrittore fiorentino Aldo Palazzeschi pubblicato dall'Editore Vallecchi nel 1948 dopo una gestazione travagliata durata dieci anni. Il protagonista Celestino Cuccoli è quello che più assomiglia allo scrittore dell'intero universo letterario palazzeschiano.

## Trama
Celestino Cuccoli è un uomo scapolo che, all'età di cinquant'anni, decide di dare sfogo al suo desiderio di paternità adottando quattro giovani. Così l'alto e forte Sergio, il muscoloso Osvaldo, lo snello Renzo e il dolce Luigino entrano a far parte della sua vita, sconvolgendola. Sebbene molto diversi tra loro, i giovani riescono inizialmente ad equilibrarsi con il nuovo mondo di Celestino che però, per la troppa premura e il troppo amore, non riuscirà ad arginare l'egoismo dei ragazzi, incapacità che lo porterà ad essere tradito. Solo con lo scorrere del tempo i quattro giovani si redimono e riescono a valorizzare i sacrifici del padre adottivo.

## Sorelle Materassi e Fratelli Cuccoli
I due romanzi Sorelle Materassi e I fratelli Cuccoli costituiscono insieme a Roma il gruppo dei romanzi della maturità. Rispetto ai romanzi giovanili (Allegoria di Novembre, Il codice di Perelà, La piramide), lo stile dello scrittore è in queste storie più legato ad una realtà viva e materiale, ideale per raccontare le vicende di due famiglie singolari. Sia le sorelle Materassi che Celestino Cuccoli combattono tra antico e nuovo e mentre le prime si trovano a dover fare i conti con una maternità repressa che esplode con l'arrivo inaspettato di un nipote orfano, il secondo dovrà vedersela con una paternità in lotta con la solitudine e l'attrazione per la giovinezza.

## Fofo
Nella cornice della vicenda dei fratelli Cuccoli esiste una storia nella storia. Fofo è una ragazza che rappresenta contemporaneamente sia un personaggio autonomo che un doppio del protagonista Celestino Cuccoli. Fofo è una donna omosessuale attiva, che vive appieno la sua sessualità non curante della sua certa esclusione dalla società, né dei giudizi degli altri per la sua eccentricità. Celestino è invece un uomo che vive soltanto nella sua mente, che reprime i suoi impulsi sessuali ed è preoccupato di mantenere il suo status sociale.

## Edizioni
- A. Palazzeschi, I fratelli Cuccoli, ed. Vallecchi, Firenze 1948;
- A. Palazzeschi, I fratelli Cuccoli, in I romanzi della maturità, ed. Mondadori, Milano 1960;
- A. Palazzeschi, I fratelli Cuccoli, edizione economica, ed. Mondadori, Milano 1965;
- A. Palazzeschi, I fratelli Cuccoli, Oscar Mondadori, Milano 1967